# Morti nel 1948
| Questa pagina contiene informazioni ricavate automaticamente dalle voci biografiche con l'ausilio del template Bio e di un bot. L'aggiornamento è periodico e automatico e ricostruisce completamente la pagina. Se manca una persona in questa lista, sei pregato di non aggiungerla, ma accertati piuttosto che la sua voce biografica contenga il template Bio e che i dati anagrafici siano correttamente compilati. Se il template Bio manca, inseriscilo tu stesso o, in alternativa, metti l'avviso {{tmp\|Bio}} che ne segnala la mancanza. Se i dati riportati sono sbagliati, correggi direttamente la voce biografica; le modifiche saranno visibili in questa lista entro pochi giorni. Per chiarimenti vedi il progetto biografie. La lista contiene solo le 774 persone che sono citate nell'enciclopedia e per le quali è stato implementato correttamente il template Bio. Pagina aggiornata al 10 ago 2025. |

## Gennaio(58)
- 2 gennaio - Vicente Huidobro, poeta cileno (n. 1893)
- 2 gennaio - Edna May, cantante e attrice teatrale statunitense (n. 1878)
- 4 gennaio - Marino Pascoli, giornalista e partigiano italiano (n. 1923)
- 5 gennaio - Mary Scott Lord Dimmick, statunitense (n. 1858)
- 6 gennaio - Giulio Gaudini, schermidore italiano (n. 1904)
- 7 gennaio - Charles C. Wilson, attore statunitense (n. 1894)
- 7 gennaio - María de Maeztu, pedagoga e umanista spagnola (n. 1881)
- 8 gennaio - Kurt Schwitters, artista tedesco (n. 1887)
- 8 gennaio - Richard Tauber, tenore austriaco (n. 1891)
- 9 gennaio - Rudolf Henčl, dirigente sportivo e allenatore di calcio cecoslovacco (n. 1896)
- 9 gennaio - Joseph-Marie Tissier, arcivescovo cattolico francese (n. 1857)
- 10 gennaio - Émile Amann, storico delle religioni francese (n. 1880)
- 10 gennaio - Reginald K. Pierson, ingegnere britannico (n. 1891)
- 13 gennaio - Karlheinz Martin, regista e sceneggiatore tedesco (n. 1886)
- 14 gennaio - Ans van Dijk, criminale olandese (n. 1905)
- 15 gennaio - Josephus Daniels, politico e editore statunitense (n. 1862)
- 15 gennaio - Henri-Alexandre Deslandres, astronomo francese (n. 1853)
- 16 gennaio - Renato Molinari, direttore della fotografia, regista e sceneggiatore italiano
- 17 gennaio - Maurice Goudard, ingegnere e inventore francese (n. 1881)
- 18 gennaio - Jan Fransen, filologo olandese (n. 1877)
- 19 gennaio - Giovanni Celesia di Vegliasco, avvocato e politico italiano (n. 1868)
- 19 gennaio - Jozef Škultéty, critico letterario, linguista e storico slovacco (n. 1853)
- 21 gennaio - Tomaso Filippi, fotografo italiano (n. 1852)
- 21 gennaio - Ernst Herzfeld, archeologo, orientalista e iranista tedesco (n. 1879)
- 21 gennaio - Ermanno Wolf-Ferrari, compositore italiano (n. 1876)
- 23 gennaio - Guido Almagià, ammiraglio italiano (n. 1877)
- 23 gennaio - Dragutin Vrđuka, calciatore jugoslavo (n. 1895)
- 24 gennaio - Hans Aumeier, militare tedesco (n. 1906)
- 24 gennaio - Giuseppe Timoteo Giaccardo, presbitero italiano (n. 1896)
- 24 gennaio - Paul Götze, militare tedesco (n. 1903)
- 24 gennaio - Josef Kollmer, militare e poliziotto tedesco (n. 1901)
- 24 gennaio - Franz Kraus, militare tedesco (n. 1903)
- 24 gennaio - Arthur Liebehenschel, militare tedesco (n. 1901)
- 24 gennaio - Maria Mandl, militare e criminale di guerra austriaca (n. 1912)
- 24 gennaio - Willie McCartney, allenatore di calcio e calciatore scozzese (n. 1888)
- 24 gennaio - Erich Mußfeldt, militare tedesco (n. 1913)
- 24 gennaio - Karl Möckel, militare tedesco (n. 1901)
- 24 gennaio - Antoinette de Saint Léger, imprenditrice e mecenate russa (n. 1856)
- 25 gennaio - Filippo Burzio, giornalista, ingegnere e politologo italiano (n. 1891)
- 25 gennaio - Giovanni Luzzi, pastore protestante e teologo svizzero (n. 1856)
- 26 gennaio - Georg Bruchmüller, generale tedesco (n. 1863)
- 26 gennaio - Theodore Dru Alison Cockerell, zoologo e entomologo inglese (n. 1866)
- 26 gennaio - Ignaz Friedman, pianista e compositore polacco (n. 1882)
- 26 gennaio - Kâzım Karabekir, generale e politico turco (n. 1882)
- 27 gennaio - Caroline Playne, storica inglese (n. 1857)
- 27 gennaio - Maurice Raymond Saunders, illusionista statunitense (n. 1887)
- 27 gennaio - Robert Schälzky, religioso austriaco (n. 1882)
- 28 gennaio - August Bogusch, militare tedesco (n. 1890)
- 28 gennaio - Therese Brandl, militare tedesca (n. 1902)
- 28 gennaio - Maximilian Grabner, poliziotto e criminale di guerra austriaco (n. 1905)
- 29 gennaio - Aimone di Savoia-Aosta, militare e ammiraglio italiano (n. 1900)
- 29 gennaio - Giacomo Appiotti, generale e politico italiano (n. 1873)
- 30 gennaio - Nigel De Brulier, attore britannico (n. 1877)
- 30 gennaio - Mahatma Gandhi, politico, filosofo e avvocato indiano (n. 1869)
- 30 gennaio - Antonino Mango di Casalgerardo, araldista e storico italiano (n. 1876)
- 30 gennaio - Herb Pennock, giocatore di baseball e allenatore di baseball statunitense (n. 1894)
- 31 gennaio - Etha Fles, pittrice, scrittrice e critica d'arte olandese (n. 1857)
- 31 gennaio - Maria Luisa di Hannover, principessa (n. 1879)

## Febbraio(63)
- 1º febbraio - Giacomo Emilio Curatulo, ginecologo e politico italiano (n. 1864)
- 1º febbraio - John Quertier Le Pelley, calciatore e dirigente d'azienda britannico (n. 1868)
- 2 febbraio - Gertrude Barrows Bennett, scrittrice statunitense (n. 1883)
- 2 febbraio - Smaranda Brăescu, aviatrice romena (n. 1897)
- 2 febbraio - Gennaro Mondaini, storico, economista e docente italiano (n. 1874)
- 2 febbraio - Bevil Rudd, velocista e mezzofondista sudafricano (n. 1895)
- 2 febbraio - Tom Wilson, calciatore inglese (n. 1896)
- 2 febbraio - Ildegarda Maria di Baviera, principessa tedesca (n. 1881)
- 3 febbraio - Boris Bilinskij, scenografo e costumista russo (n. 1900)
- 3 febbraio - Karl Ludwig, calciatore tedesco (n. 1886)
- 3 febbraio - Laura Wheeler Waring, pittrice, illustratrice e educatrice statunitense (n. 1887)
- 4 febbraio - Joseph Keirn Brennan, compositore statunitense (n. 1873)
- 4 febbraio - Edward Stanley, XVII conte di Derby, politico, ufficiale e ambasciatore inglese (n. 1865)
- 5 febbraio - Joseph Beecken, pugile belga (n. 1904)
- 5 febbraio - Johannes Blaskowitz, generale tedesco (n. 1883)
- 5 febbraio - Luigi Cassano, calciatore italiano (n. 1920)
- 6 febbraio - Herman Mishkin, fotografo russo (n. 1870)
- 6 febbraio - Otto von Stülpnagel, generale tedesco (n. 1878)
- 7 febbraio - Alf Aanning, ginnasta norvegese (n. 1896)
- 7 febbraio - Poul Heegaard, matematico danese (n. 1871)
- 7 febbraio - André Utter, pittore francese (n. 1886)
- 8 febbraio - Samuel Prescott Bush, imprenditore statunitense (n. 1863)
- 8 febbraio - Frank Klaus, pugile statunitense (n. 1887)
- 8 febbraio - Gustav Schuft, ginnasta tedesco (n. 1878)
- 9 febbraio - Karl Valentin, commediografo tedesco (n. 1882)
- 10 febbraio - Frank Brownlee, attore statunitense (n. 1874)
- 11 febbraio - Sergej Michajlovič Ėjzenštejn, regista, sceneggiatore e montatore sovietico (n. 1898)
- 11 febbraio - Isaac Isaacs, giudice e politico australiano (n. 1855)
- 11 febbraio - Giorgio Pelassa, pilota automobilistico italiano (n. 1912)
- 12 febbraio - Theodor Caspari, poeta e critico letterario norvegese (n. 1853)
- 13 febbraio - Pietro d'Acquarone, nobile, politico e militare italiano (n. 1890)
- 14 febbraio - Mordecai Brown, giocatore di baseball statunitense (n. 1876)
- 14 febbraio - Filippo Eredia, geofisico e meteorologo italiano (n. 1877)
- 14 febbraio - Mario Mascagni, direttore d'orchestra e compositore italiano (n. 1881)
- 14 febbraio - Ben F. Reynolds, direttore della fotografia statunitense (n. 1890)
- 14 febbraio - Joseph Van Daele, ciclista su strada belga (n. 1889)
- 15 febbraio - Giorgio Kienerk, pittore e scultore italiano (n. 1869)
- 16 febbraio - István Barta, pallanuotista ungherese (n. 1895)
- 16 febbraio - Irmfried Eberl, medico e militare austriaco (n. 1910)
- 16 febbraio - Gennaro Granito Pignatelli di Belmonte, cardinale italiano (n. 1851)
- 16 febbraio - Richard von Kühlmann, diplomatico e politico tedesco (n. 1873)
- 17 febbraio - Yahya Muhammad Hamid ed-Din, sovrano yemenita (n. 1869)
- 17 febbraio - Yakob Ošakan, scrittore, poeta e giornalista armeno (n. 1883)
- 18 febbraio - Renato Balestrero, pilota automobilistico italiano (n. 1898)
- 19 febbraio - Joseph Ettor, sindacalista statunitense (n. 1885)
- 19 febbraio - Tony Garnier, architetto e urbanista francese (n. 1869)
- 21 febbraio - Axel Matias Haglund, canottiere finlandese (n. 1884)
- 21 febbraio - Frederic Lamond, pianista e compositore scozzese (n. 1868)
- 21 febbraio - Geoffrey Pyke, inventore e educatore britannico (n. 1893)
- 22 febbraio - Antonio Bifani, giornalista, sindacalista e politico italiano (n. 1879)
- 23 febbraio - John Robert Gregg, inventore, insegnante e linguista irlandese (n. 1867)
- 24 febbraio - Alfredo Baldomir, politico e architetto uruguaiano (n. 1884)
- 24 febbraio - Will Irwin, giornalista e scrittore statunitense (n. 1873)
- 24 febbraio - Nina Simonovič-Efimova, pittrice e burattinaia sovietica (n. 1877)
- 24 febbraio - Réginald Storms, tiratore a segno belga (n. 1880)
- 25 febbraio - Giuseppe Bugatto, politico austro-ungarico (n. 1873)
- 25 febbraio - Juan Esteban Montero Rodríguez, politico cileno (n. 1879)
- 26 febbraio - Virginia Guerrini, mezzosoprano italiano (n. 1871)
- 26 febbraio - Vijayaraji, principe indiano (n. 1885)
- 27 febbraio - Nicodim Munteanu, arcivescovo ortodosso rumeno (n. 1864)
- 28 febbraio - Gerhard Flesch, agente segreto tedesco (n. 1909)
- 28 febbraio - Zhou Fohai, politico cinese (n. 1897)
- 29 febbraio - François Sevez, militare francese (n. 1891)

## Marzo(67)
- 1º marzo - Enrico Guzzini, imprenditore italiano (n. 1863)
- 2 marzo - Abraham A. Brill, psichiatra e psicoanalista statunitense (n. 1874)
- 2 marzo - Epifanio Li Puma, politico e sindacalista italiano (n. 1893)
- 2 marzo - Algernon Maudslay, velista britannico (n. 1873)
- 2 marzo - Elizabeth Magie, imprenditrice e autrice di giochi statunitense (n. 1866)
- 4 marzo - Antonin Artaud, drammaturgo, attore e saggista francese (n. 1896)
- 4 marzo - Edi Bauer, allenatore di calcio e calciatore austriaco (n. 1894)
- 4 marzo - Elsa Brändström, infermiera svedese (n. 1888)
- 5 marzo - Behiye Sultan, principessa ottomana (n. 1881)
- 5 marzo - Paolo Trinchera, regista e produttore cinematografico italiano (n. 1889)
- 6 marzo - Kikuchi Kan, scrittore giapponese (n. 1888)
- 6 marzo - Ross Lockridge Jr., scrittore e insegnante statunitense (n. 1914)
- 8 marzo - Hulusi Behçet, dermatologo turco (n. 1889)
- 8 marzo - Piero Folli, presbitero italiano (n. 1881)
- 9 marzo - Olindo Vernocchi, politico, giornalista e antifascista italiano (n. 1888)
- 9 marzo - Edgar de Wahl, linguista estone (n. 1867)
- 10 marzo - Giuseppe Busuoli, scultore e pittore italiano (n. 1894)
- 10 marzo - Jan Masaryk, politico cecoslovacco (n. 1886)
- 10 marzo - Placido Rizzotto, sindacalista e politico italiano (n. 1914)
- 10 marzo - Zelda Sayre Fitzgerald, scrittrice, pittrice e socialite statunitense (n. 1900)
- 10 marzo - Evgenij Evgen'evič Sluckij, economista e statistico russo (n. 1880)
- 11 marzo - Salvatore Correnti, matematico italiano (n. 1899)
- 11 marzo - Frano Gjini, vescovo cattolico e beato albanese (n. 1886)
- 11 marzo - Giuseppe Letizia, italiano (n. 1935)
- 11 marzo - Çiprian Nika, presbitero albanese (n. 1900)
- 12 marzo - Eugenio Vittorio Ballatore di Rosana, architetto e insegnante italiano (n. 1880)
- 12 marzo - Alfred Lacroix, geologo, mineralogista e vulcanologo francese (n. 1863)
- 12 marzo - Domenico Mordini, velista italiano (n. 1898)
- 13 marzo - Elena Vittoria di Schleswig-Holstein, principessa britannica (n. 1870)
- 14 marzo - Giuseppina Catanea, beata italiana (n. 1896)
- 14 marzo - Lauri Malmberg, generale finlandese (n. 1888)
- 15 marzo - Jan Balicki, presbitero polacco (n. 1869)
- 15 marzo - Donato Manduzio, mistico e veggente italiano (n. 1885)
- 15 marzo - Gennaro Tedeschini Lalli, generale e aviatore italiano (n. 1889)
- 16 marzo - Leo F. Forbstein, direttore d'orchestra e compositore statunitense (n. 1892)
- 17 marzo - John Carr, allenatore di calcio e calciatore inglese (n. 1878)
- 19 marzo - Essek William Kenyon, predicatore statunitense (n. 1867)
- 19 marzo - Adelmo Niccolai, politico e avvocato italiano (n. 1885)
- 20 marzo - Gustav Diessl, attore austriaco (n. 1899)
- 21 marzo - Achille Pellizzari, politico, partigiano e italianista italiano (n. 1882)
- 22 marzo - Cesare Breveglieri, pittore italiano (n. 1902)
- 22 marzo - Ernest Rude, fotografo norvegese (n. 1871)
- 22 marzo - Fritz Saxl, storico dell'arte austriaco (n. 1890)
- 22 marzo - Raffaele Scalia, pittore, decoratore e illustratore italiano (n. 1876)
- 22 marzo - Lincoln Stedman, attore statunitense (n. 1907)
- 23 marzo - George Milne, I barone Milne, generale britannico (n. 1868)
- 24 marzo - Nikolaj Aleksandrovič Berdjaev, filosofo e scrittore russo (n. 1874)
- 24 marzo - Giovanni Cuomo, politico e avvocato italiano (n. 1874)
- 24 marzo - Sigrid Hjertén, pittrice svedese (n. 1885)
- 24 marzo - Robert Bruce Horsfall, illustratore statunitense (n. 1869)
- 24 marzo - Paolo Thaon di Revel, ammiraglio, politico e nobile italiano (n. 1859)
- 25 marzo - Warren Hymer, attore statunitense (n. 1906)
- 25 marzo - Paul Nitsche, psichiatra tedesco (n. 1876)
- 25 marzo - Vittorio Novarese, geologo e mineralogista italiano (n. 1861)
- 26 marzo - Abdul Aziz di Perak, sovrano malese (n. 1887)
- 26 marzo - Aurelio Liotta, generale e politico italiano (n. 1886)
- 27 marzo - Mario Lomini, pittore italiano (n. 1887)
- 28 marzo - Odo Casel, monaco cristiano, teologo e filosofo tedesco (n. 1886)
- 28 marzo - Ernesto Gulì, militare e prefetto italiano (n. 1876)
- 28 marzo - Hamdi al-Bagiahgi, politico iracheno (n. 1886)
- 28 marzo - Enrichetta del Belgio, principessa belga (n. 1870)
- 29 marzo - Wilfred Noy, regista, attore e sceneggiatore britannico (n. 1883)
- 29 marzo - Harry Price, parapsicologo britannico (n. 1881)
- 29 marzo - Antonio Anastasio Rossi, patriarca cattolico italiano (n. 1864)
- 30 marzo - Giovanni Ceirano, imprenditore italiano (n. 1865)
- 31 marzo - Egon Kisch, scrittore e giornalista austriaco (n. 1885)
- 31 marzo - Paul Matthes, calciatore tedesco (n. 1879)

## Aprile(56)
- 2 aprile - Sabahattin Ali, scrittore, poeta e giornalista turco (n. 1907)
- 2 aprile - Biagio Biagetti, pittore italiano (n. 1877)
- 2 aprile - Arrigo Lorenzi, geografo italiano (n. 1874)
- 3 aprile - Bror Berger, attore, regista e sceneggiatore svedese (n. 1874)
- 3 aprile - Giuseppe Gabetti, germanista italiano (n. 1886)
- 3 aprile - Gjergj Volaj, vescovo cattolico albanese (n. 1904)
- 4 aprile - Raymond Weaver, insegnante statunitense (n. 1888)
- 5 aprile - Luigi Maria Grassi, vescovo cattolico italiano (n. 1887)
- 5 aprile - Abby Aldrich Rockefeller, collezionista d'arte e filantropa statunitense (n. 1874)
- 5 aprile - Angelo Joseph Rossi, politico statunitense (n. 1878)
- 5 aprile - Albert Rénier, calciatore francese (n. 1896)
- 6 aprile - José Beltrão, cavallerizza portoghese (n. 1905)
- 7 aprile - Götrik Frykman, calciatore svedese (n. 1891)
- 7 aprile - Emil Lind, attore e regista austriaco (n. 1872)
- 8 aprile - Charles du Paty de Clam, militare francese (n. 1895)
- 8 aprile - Abd al-Qadir al-Husayni, militare palestinese (n. 1907)
- 9 aprile - Jorge Eliécer Gaitán, politico e avvocato colombiano (n. 1903)
- 10 aprile - Ezio Felici, giornalista, poeta e drammaturgo italiano (n. 1882)
- 10 aprile - Pedro María Ramírez Ramos, presbitero colombiano (n. 1899)
- 10 aprile - Letterio Savoja, ingegnere italiano (n. 1873)
- 11 aprile - Matheson Lang, attore e drammaturgo canadese (n. 1879)
- 11 aprile - Frederick Orpen Bower, botanico britannico (n. 1855)
- 11 aprile - Ernesto Vitetti, funzionario e prefetto italiano (n. 1867)
- 12 aprile - Curt Sjöberg, ginnasta e tuffatore svedese (n. 1897)
- 13 aprile - Enzo Bonaventura, psicologo italiano (n. 1891)
- 13 aprile - Giò Batta Santini, politico italiano (n. 1875)
- 14 aprile - Jean Chastanié, siepista e mezzofondista francese (n. 1875)
- 14 aprile - Gustave Kemp, calciatore lussemburghese (n. 1917)
- 14 aprile - Urbano Benigno Prunotto, agricoltore e politico italiano (n. 1886)
- 15 aprile - Radola Gajda, politico e militare montenegrino (n. 1892)
- 15 aprile - Manuel Roxas, politico filippino (n. 1892)
- 17 aprile - John Madden, calciatore e allenatore di calcio scozzese (n. 1865)
- 17 aprile - Suzuki Kantarō, ammiraglio e politico giapponese (n. 1868)
- 18 aprile - John Robertson Aikman, giocatore di curling britannico (n. 1860)
- 19 aprile - Charles Campbell, velista britannico (n. 1881)
- 19 aprile - Emilio Cimbrico, calciatore italiano (n. 1903)
- 20 aprile - Avetis Aharonian, politico, scrittore e rivoluzionario armeno (n. 1866)
- 20 aprile - Pietro Alfredo Ferraris, calciatore italiano (n. 1899)
- 20 aprile - Mitsumasa Yonai, ammiraglio e politico giapponese (n. 1880)
- 21 aprile - Arturo Farinelli, critico letterario e germanista italiano (n. 1867)
- 21 aprile - Vilhelm Grønbech, storico delle religioni danese (n. 1873)
- 21 aprile - Aldo Leopold, ecologo statunitense (n. 1887)
- 21 aprile - Celso Maria Poncini, militare e drammaturgo italiano (n. 1899)
- 22 aprile - Prosper Montagné, cuoco, giornalista e scrittore francese (n. 1865)
- 22 aprile - Edgardo Morpurgo, imprenditore e dirigente d'azienda italiano (n. 1866)
- 23 aprile - Alberto di Schleswig-Holstein-Sonderburg-Glücksburg, principe tedesco (n. 1863)
- 24 aprile - Rosita Marstini, attrice francese (n. 1887)
- 24 aprile - Manuel Ponce, compositore messicano (n. 1882)
- 25 aprile - Gerardo Matos Rodríguez, musicista, compositore e giornalista uruguaiano (n. 1897)
- 26 aprile - Angelo Ugo Conz, ammiraglio e politico italiano (n. 1871)
- 27 aprile - Cliff Crowley, hockeista su ghiaccio canadese (n. 1906)
- 28 aprile - Walter Krause, calciatore tedesco (n. 1896)
- 29 aprile - Lajos Keresztes-Fischer, generale ungherese (n. 1884)
- 30 aprile - Franz Eichhorst, pittore e incisore tedesco (n. 1885)
- 30 aprile - Wilhelm von Thoma, generale tedesco (n. 1891)
- 30 aprile - Bartul Čulić, calciatore jugoslavo (n. 1907)

## Maggio(53)
- 1º maggio - Pompeo Agrifoglio, militare e agente segreto italiano (n. 1889)
- 1º maggio - Giovanni Sechi, politico e ammiraglio italiano (n. 1871)
- 2 maggio - Mary Cavendish-Bentinck, nobildonna e mecenate inglese (n. 1861)
- 2 maggio - Diego Del Bello, avvocato, politico e antifascista italiano (n. 1883)
- 2 maggio - Arthur Henry Fox Strangways, musicologo inglese (n. 1859)
- 2 maggio - Robert Hamilton, calciatore scozzese (n. 1877)
- 2 maggio - Wilhelm von Opel, imprenditore tedesco (n. 1871)
- 3 maggio - Nicola Coco, magistrato e giurista italiano (n. 1882)
- 4 maggio - Arnaldo Malan, medico italiano (n. 1885)
- 4 maggio - Arsène Millocheau, ciclista su strada francese (n. 1867)
- 4 maggio - Dieter Wisliceny, militare tedesco (n. 1911)
- 5 maggio - Sextil Pușcariu, linguista, filologo e politico rumeno (n. 1877)
- 5 maggio - Austin Roberts, zoologo sudafricano (n. 1883)
- 6 maggio - Paul Chrétien, generale francese (n. 1862)
- 7 maggio - Achille Consoli, direttore di coro, direttore d'orchestra e compositore italiano (n. 1886)
- 7 maggio - Edoardo Vitale, direttore d'orchestra italiano (n. 1872)
- 8 maggio - Kurt Herzog, generale tedesco (n. 1889)
- 8 maggio - U Saw, politico birmano (n. 1900)
- 8 maggio - Sam Torrans, calciatore nordirlandese (n. 1869)
- 9 maggio - Paul Hunder, calciatore tedesco (n. 1884)
- 9 maggio - Frank Leigh, attore inglese (n. 1876)
- 10 maggio - Mario Fontana, militare e partigiano italiano (n. 1897)
- 11 maggio - Edward Ricketts, biologo, ecologo e filosofo statunitense (n. 1897)
- 11 maggio - Pietro Tagliapietra, arcivescovo cattolico italiano (n. 1884)
- 12 maggio - Dante Cappelli, attore e regista italiano (n. 1866)
- 12 maggio - Gaetano Luporini, compositore e docente italiano (n. 1865)
- 13 maggio - Milan Begović, poeta, scrittore e drammaturgo croato (n. 1876)
- 13 maggio - Kathleen Agnes Kennedy, nobildonna britannica (n. 1920)
- 13 maggio - Guglielmo Martucci, scrittore italiano (n. 1909)
- 15 maggio - Giovanni Cicogna, giurista e politico italiano (n. 1877)
- 15 maggio - André Dauchez, pittore, incisore e fotografo francese (n. 1870)
- 15 maggio - Edward J. Flanagan, presbitero e educatore irlandese (n. 1886)
- 17 maggio - Olga Samaroff, pianista, docente e critica musicale statunitense (n. 1880)
- 20 maggio - George Beurling, militare canadese (n. 1921)
- 20 maggio - Teresita Pasini, pacifista e giornalista italiana (n. 1869)
- 22 maggio - Claude McKay, scrittore e poeta giamaicano (n. 1889)
- 22 maggio - Carlo Perrier, mineralogista italiano (n. 1886)
- 22 maggio - Georgios Tsolakoglu, politico e generale greco (n. 1886)
- 23 maggio - Antonio Andreoni, magistrato e politico italiano (n. 1866)
- 23 maggio - Tatsukichi Minobe, politico giapponese (n. 1873)
- 24 maggio - Jacques Feyder, regista, sceneggiatore e attore belga (n. 1885)
- 24 maggio - Marcus William Robertson, militare statunitense (n. 1870)
- 25 maggio - Sidney Preston Osborn, politico statunitense (n. 1884)
- 25 maggio - Witold Pilecki, militare polacco (n. 1901)
- 26 maggio - Émile Gaston Chassinat, egittologo e archeologo francese (n. 1868)
- 26 maggio - Mirin Dajo, olandese (n. 1912)
- 26 maggio - Theodor Morell, medico tedesco (n. 1886)
- 27 maggio - Giuseppe Visco Gilardi, investigatore italiano (n. 1876)
- 28 maggio - Unity Mitford, nobildonna inglese (n. 1914)
- 29 maggio - Albert Séguin, ginnasta francese (n. 1891)
- 29 maggio - May Whitty, attrice britannica (n. 1865)
- 31 maggio - Giovanni Brusasca, politico italiano (n. 1872)
- 31 maggio - Gustave Koeckert, violinista e docente tedesco (n. 1860)

## Giugno(61)
- 1º giugno - Sonny Boy Williamson I, musicista statunitense (n. 1914)
- 2 giugno - Viktor Brack, criminale di guerra tedesco (n. 1904)
- 2 giugno - Karl Brandt, medico, generale e criminale di guerra tedesco (n. 1904)
- 2 giugno - Rudolf Brandt, avvocato, militare e criminale di guerra tedesco (n. 1909)
- 2 giugno - Karl Gebhardt, generale, medico e criminale di guerra tedesco (n. 1897)
- 2 giugno - Waldemar Hoven, militare e medico tedesco (n. 1903)
- 2 giugno - Claud Jacob, militare britannico (n. 1863)
- 2 giugno - Joachim Mrugowski, medico tedesco (n. 1905)
- 2 giugno - Hasan Salama, patriota e militare palestinese (n. 1912)
- 2 giugno - Wolfram Sievers, militare tedesco (n. 1905)
- 5 giugno - Adolfo Callegari, pittore, storico dell'arte e archeologo italiano (n. 1882)
- 6 giugno - Henrik Lund, pastore protestante, pittore e paroliere groenlandese (n. 1875)
- 7 giugno - John Montgomery, cavaliere e giocatore di polo statunitense (n. 1881)
- 7 giugno - Mario Sobrero, giornalista e scrittore italiano (n. 1883)
- 8 giugno - Egidio Ferrara, politico italiano (n. 1891)
- 8 giugno - François Ruhlmann, direttore d'orchestra belga (n. 1868)
- 9 giugno - James Young, regista, attore e sceneggiatore statunitense (n. 1872)
- 10 giugno - George Brown, calciatore e allenatore di calcio inglese (n. 1903)
- 10 giugno - Philippa Fawcett, matematica e educatrice britannica (n. 1868)
- 10 giugno - Gustav Giemsa, chimico e batteriologo tedesco (n. 1867)
- 10 giugno - David Marcus, militare statunitense (n. 1902)
- 10 giugno - Henry Seemann, attore e cantante danese (n. 1875)
- 11 giugno - Hugh M. Dorsey, politico e avvocato statunitense (n. 1871)
- 12 giugno - Consalvo Ceci, politico italiano (n. 1894)
- 12 giugno - Gyula Glykais, schermidore ungherese (n. 1893)
- 13 giugno - Osamu Dazai, scrittore giapponese (n. 1909)
- 13 giugno - Clarissa Selwynne, attrice inglese (n. 1886)
- 14 giugno - Gertrude Atherton, scrittrice statunitense (n. 1857)
- 14 giugno - Thekla Resvoll, botanica e educatrice norvegese (n. 1871)
- 14 giugno - Wilhelm Siewert, ciclista su strada e pistard tedesco (n. 1883)
- 16 giugno - Marcel Brillouin, fisico e matematico francese (n. 1854)
- 16 giugno - Richard Depoorter, ciclista su strada belga (n. 1915)
- 17 giugno - Arturo Bresciani, ciclista su strada e pistard italiano (n. 1899)
- 17 giugno - Earl Carroll, regista, produttore teatrale e paroliere statunitense (n. 1893)
- 18 giugno - Edward James Gibson Holland, militare canadese (n. 1878)
- 19 giugno - Federico Bevilacqua, avvocato e dirigente sportivo italiano (n. 1892)
- 19 giugno - Angelo Gatti, generale, saggista e romanziere italiano (n. 1875)
- 20 giugno - George Frederick Boyle, pianista, compositore e docente australiano (n. 1886)
- 20 giugno - Eustace Miles, giocatore di pallacorda britannico (n. 1868)
- 20 giugno - Luisa di Thurn und Taxis, principessa tedesca (n. 1859)
- 21 giugno - Alice Brown, scrittrice e poetessa statunitense (n. 1856)
- 21 giugno - D'Arcy Wentworth Thompson, biologo e naturalista britannico (n. 1860)
- 21 giugno - Beachcroft Towse, ufficiale inglese (n. 1863)
- 22 giugno - Regana De Liguoro, attrice italiana (n. 1919)
- 23 giugno - Hans Adam, militare tedesco (n. 1883)
- 25 giugno - Dénes Berinkey, giurista e politico ungherese (n. 1871)
- 25 giugno - William C. Lee, generale statunitense (n. 1895)
- 25 giugno - Ettore Sportiello, ammiraglio italiano (n. 1882)
- 26 giugno - Hellmuth von Ruckteschell, militare tedesco (n. 1890)
- 28 giugno - Enrico Caffi, naturalista e presbitero italiano (n. 1866)
- 28 giugno - Elena da Persico, giornalista e scrittrice italiana (n. 1869)
- 28 giugno - Nikolaj Il'ič Podvojskij, politico sovietico (n. 1880)
- 28 giugno - Francesco Rossi, avvocato e politico italiano (n. 1863)
- 28 giugno - Arturo Stanghellini, scrittore italiano (n. 1887)
- 28 giugno - Virgil Šček, politico e presbitero sloveno (n. 1889)
- 29 giugno - Ciril Kotnik, diplomatico jugoslavo (n. 1895)
- 30 giugno - Morris Fuller Benton, tipografo statunitense (n. 1872)
- 30 giugno - Claudio Guastalla, librettista italiano (n. 1880)
- 30 giugno - Vincenzo Rizzo, partigiano italiano (n. 1921)
- 30 giugno - Principe Sabahaddin, principe e sociologo ottomano (n. 1879)
- 30 giugno - Karl Wolfskehl, poeta e letterato tedesco (n. 1869)

## Luglio(57)
- 1º luglio - Spirito Maria Chiappetta, ingegnere, architetto e presbitero italiano (n. 1868)
- 1º luglio - Leon Hazelton, golfista statunitense (n. 1876)
- 1º luglio - Assunta Marchetti, religiosa italiana (n. 1871)
- 1º luglio - Omobono Tenni, pilota motociclistico italiano (n. 1905)
- 1º luglio - Achille Varzi, pilota motociclistico e pilota automobilistico italiano (n. 1904)
- 1º luglio - Mario Vodret, architetto italiano (n. 1893)
- 2 luglio - Charles Boettcher, imprenditore tedesco (n. 1852)
- 4 luglio - Christian Kautz, pilota automobilistico svizzero (n. 1913)
- 4 luglio - Monteiro Lobato, scrittore, editore e traduttore brasiliano (n. 1882)
- 4 luglio - József Sándor, calciatore ungherese (n. 1900)
- 5 luglio - Luigi Arrigoni, arcivescovo cattolico italiano (n. 1890)
- 5 luglio - Georges Bernanos, scrittore francese (n. 1888)
- 5 luglio - Charles Fillmore, mistico statunitense (n. 1854)
- 5 luglio - Annibale Gilardoni, politico italiano (n. 1873)
- 5 luglio - Carole Landis, attrice statunitense (n. 1919)
- 5 luglio - Gustavo Sacerdote, saggista, giornalista e traduttore italiano (n. 1867)
- 6 luglio - František Svoboda, calciatore cecoslovacco (n. 1906)
- 7 luglio - Nicola Lochoff, pittore e restauratore russo (n. 1872)
- 7 luglio - Ottino Sabbadini, aviatore e militare italiano (n. 1919)
- 8 luglio - Luigi Magnotti, ciclista su strada italiano (n. 1895)
- 8 luglio - George Mehnert, lottatore statunitense (n. 1881)
- 9 luglio - James Baskett, attore e cantante statunitense (n. 1904)
- 9 luglio - Alcibiade Diamandi, politico greco (n. 1893)
- 9 luglio - Ragnar Sohlman, manager svedese (n. 1870)
- 11 luglio - John Anderson, discobolo statunitense (n. 1907)
- 11 luglio - King Baggot, attore, regista e sceneggiatore statunitense (n. 1879)
- 11 luglio - Campbell Dodgson, scrittore e storico dell'arte inglese (n. 1867)
- 12 luglio - Adolf Kainz, canoista austriaco (n. 1903)
- 12 luglio - Carl Jules Weyl, scenografo statunitense (n. 1890)
- 13 luglio - Matteo Gay, politico italiano (n. 1879)
- 14 luglio - Harry Brearley, inventore britannico (n. 1871)
- 14 luglio - Vittorio Ferri, attivista italiano (n. 1929)
- 14 luglio - Marguerite Moreno, attrice francese (n. 1871)
- 15 luglio - Roy Clements, regista e sceneggiatore statunitense (n. 1877)
- 15 luglio - John Pershing, generale statunitense (n. 1860)
- 15 luglio - William Nicholas Selig, produttore cinematografico statunitense (n. 1864)
- 16 luglio - Amalia Sperandio, fotografa italiana (n. 1854)
- 17 luglio - Gustaf Fjæstad, pittore e designer svedese (n. 1868)
- 18 luglio - Max Linder, scenografo e attore svedese (n. 1901)
- 18 luglio - Edoardo Susmel, storico e politico italiano (n. 1887)
- 21 luglio - Arshile Gorky, pittore armeno (n. 1904)
- 22 luglio - Rūdolfs Jurciņš, cestista lettone (n. 1909)
- 23 luglio - Mietje Baron, nuotatrice olandese (n. 1908)
- 23 luglio - David Wark Griffith, regista, produttore cinematografico e sceneggiatore statunitense (n. 1875)
- 23 luglio - Pietro Torelli, giurista, storico e archivista italiano (n. 1880)
- 24 luglio - Umberto Moricca, latinista italiano (n. 1888)
- 24 luglio - Penčo Zlatev, generale e politico bulgaro (n. 1883)
- 26 luglio - Antonin-Dalmace Sertillanges, filosofo e teologo francese (n. 1863)
- 27 luglio - Susan Glaspell, scrittrice, giornalista e drammaturga statunitense (n. 1876)
- 27 luglio - Francesco Spetrino, direttore d'orchestra e compositore italiano (n. 1857)
- 28 luglio - Fred P. Cone, politico statunitense (n. 1871)
- 28 luglio - Fred Spiksley, allenatore di calcio e calciatore inglese (n. 1870)
- 29 luglio - Ruth Neudeck, militare tedesca (n. 1920)
- 30 luglio - Sophonisba Breckinridge, attivista, educatrice e avvocato statunitense (n. 1866)
- 30 luglio - Alberto De Capitani d'Arzago, archeologo e storico dell'arte italiano (n. 1909)
- 30 luglio - Pat Powers, produttore cinematografico e regista irlandese (n. 1870)
- 31 luglio - Nigel Barker, velocista australiano (n. 1883)

## Agosto(50)
- 2 agosto - Seth Hoffman, pittore, incisore e insegnante statunitense (n. 1895)
- 3 agosto - Corradina Mola, clavicembalista italiana (n. 1896)
- 3 agosto - Tommy Ryan, pugile statunitense (n. 1870)
- 3 agosto - Rosika Schwimmer, politica, diplomatica e attivista ungherese (n. 1877)
- 4 agosto - David Danskin, calciatore scozzese (n. 1863)
- 4 agosto - Mileva Marić, fisica serba (n. 1875)
- 4 agosto - Enrico Sibilia, cardinale e arcivescovo cattolico italiano (n. 1861)
- 5 agosto - James Aloysius Griffin, vescovo cattolico statunitense (n. 1883)
- 5 agosto - Montagu Toller, crickettista britannico (n. 1871)
- 6 agosto - Tita Piaz, alpinista italiano (n. 1879)
- 7 agosto - Charles Bryant, attore, sceneggiatore e regista britannico (n. 1879)
- 7 agosto - Lula Mysz-Gmeiner, contralto e mezzosoprano tedesco (n. 1876)
- 8 agosto - Roberto Alessandri, chirurgo e politico italiano (n. 1867)
- 8 agosto - Rheta Childe Dorr, scrittrice, giornalista e attivista statunitense (n. 1866)
- 9 agosto - Hugo Boss, stilista tedesco (n. 1885)
- 9 agosto - Adolfo Levi, filosofo italiano (n. 1878)
- 9 agosto - Luigi Zappelli, politico italiano (n. 1886)
- 10 agosto - Emilio Almansi, fisico e matematico italiano (n. 1869)
- 10 agosto - Emmy Ball-Hennings, scrittrice, cabarettista e artista tedesca (n. 1885)
- 10 agosto - Montague Summers, scrittore britannico (n. 1880)
- 12 agosto - Arso Jovanović, partigiano e generale jugoslavo (n. 1907)
- 13 agosto - Elaine Hammerstein, attrice statunitense (n. 1897)
- 13 agosto - Giuseppe Rossi, sindacalista e politico italiano (n. 1904)
- 16 agosto - Peretz Hirschbein, scrittore, giornalista e drammaturgo polacco (n. 1880)
- 16 agosto - Paul Pedersen, ginnasta norvegese (n. 1886)
- 16 agosto - Babe Ruth, giocatore di baseball statunitense (n. 1895)
- 16 agosto - Harry Dexter White, economista statunitense (n. 1892)
- 18 agosto - Francesco Bascone, politico italiano (n. 1872)
- 18 agosto - Percy Lowe, chirurgo e ornitologo inglese (n. 1870)
- 19 agosto - Alfred Schwarzschild, pittore e grafico tedesco (n. 1874)
- 20 agosto - Carl Hårleman, ginnasta e astista svedese (n. 1886)
- 20 agosto - Ljubo Miloš, funzionario croato (n. 1919)
- 22 agosto - Josef Bühler, funzionario tedesco (n. 1904)
- 23 agosto - Antonino Tripepi, storico italiano (n. 1868)
- 24 agosto - Manrico Ducceschi, partigiano italiano (n. 1920)
- 24 agosto - Giacinto Molteni, attore italiano (n. 1880)
- 24 agosto - Eugenio Sortino Trono, nobile e storico italiano (n. 1865)
- 25 agosto - Antonino Arata, arcivescovo cattolico italiano (n. 1883)
- 25 agosto - Helen Lee Worthing, attrice statunitense (n. 1905)
- 27 agosto - Charles Evans Hughes, giurista e politico statunitense (n. 1862)
- 27 agosto - Carl Møller, canottiere danese (n. 1887)
- 28 agosto - Gladden James, attore statunitense (n. 1888)
- 28 agosto - Pavel Semënovič Rybalko, generale sovietico (n. 1894)
- 28 agosto - Aleksandr Vasil'evič Ševčenko, pittore e filosofo russo (n. 1883)
- 28 agosto - Ragnar Skancke, politico norvegese (n. 1890)
- 28 agosto - Morikazu Ōsugi, ammiraglio giapponese (n. 1892)
- 29 agosto - Half Moon, giocatore di lacrosse canadese (n. 1872)
- 30 agosto - Kristine Bonnevie, biologa norvegese (n. 1872)
- 31 agosto - Billy Laughlin, attore statunitense (n. 1932)
- 31 agosto - Andrej Aleksandrovič Ždanov, politico sovietico (n. 1896)

## Settembre(67)
- 1º settembre - Charles Austin Beard, storico, scrittore e sociologo statunitense (n. 1874)
- 1º settembre - Giuseppina Cobelli, soprano italiano (n. 1898)
- 1º settembre - Frank Hall Crane, attore, regista e sceneggiatore statunitense (n. 1873)
- 1º settembre - Feng Yuxiang, generale e politico cinese (n. 1882)
- 1º settembre - Georges Pallu, sceneggiatore e regista francese (n. 1869)
- 1º settembre - Thomas Parnell, fisico australiano (n. 1881)
- 1º settembre - Cesare Pintus, politico, partigiano e avvocato italiano (n. 1901)
- 1º settembre - Muhammad VII al-Munsif, sovrano tunisino (n. 1881)
- 2 settembre - Giovanni Scano, avvocato e politico italiano (n. 1902)
- 2 settembre - Sylvanus Morley, archeologo statunitense (n. 1883)
- 3 settembre - Adelaide di Lippe-Biesterfeld, nobile tedesca (n. 1870)
- 3 settembre - Edvard Beneš, politico cecoslovacco (n. 1884)
- 4 settembre - Alice Barbi, violinista e mezzosoprano italiana (n. 1858)
- 4 settembre - Bruno Croatto, pittore italiano (n. 1875)
- 5 settembre - Ernest Barberolle, canottiere francese (n. 1861)
- 5 settembre - Zenón Díaz, calciatore argentino (n. 1880)
- 5 settembre - Richard Chace Tolman, fisico, matematico e chimico statunitense (n. 1881)
- 7 settembre - André Suarès, poeta, scrittore e critico letterario francese (n. 1868)
- 8 settembre - Thomas Mofolo, scrittore lesothiano (n. 1876)
- 8 settembre - Erich Pohl, calciatore tedesco (n. 1894)
- 9 settembre - Lajos Biró, scrittore ungherese (n. 1880)
- 10 settembre - Ferdinando I di Bulgaria, nobile e politico austriaco (n. 1861)
- 10 settembre - Bernard Forbes, VIII conte di Granard, politico e ufficiale irlandese (n. 1874)
- 11 settembre - Mohammad Ali Jinnah, politico pakistano (n. 1876)
- 11 settembre - Raffaele Montagna, magistrato italiano (n. 1884)
- 12 settembre - Angelo Sammarco, storico italiano (n. 1883)
- 12 settembre - Walter Schimana, militare austriaco (n. 1898)
- 12 settembre - Carlo Servolini, pittore italiano (n. 1876)
- 12 settembre - Evangelista Valli, insegnante e antifascista italiano (n. 1894)
- 13 settembre - Caroline Astor Wilson, socialite statunitense (n. 1861)
- 13 settembre - William Eugene Drummond, architetto statunitense (n. 1876)
- 13 settembre - Jack Kirk, attore statunitense (n. 1895)
- 13 settembre - Paul Wegener, attore, regista e sceneggiatore tedesco (n. 1874)
- 14 settembre - Constantin Angelescu, politico rumeno (n. 1870)
- 14 settembre - Vernon Dalhart, cantautore statunitense (n. 1883)
- 16 settembre - Manuel Arce y Ochotorena, cardinale e arcivescovo cattolico spagnolo (n. 1879)
- 16 settembre - Carlo Alberto Garufi, paleografo italiano (n. 1868)
- 16 settembre - Silvio Petrone, magistrato e politico italiano (n. 1863)
- 17 settembre - Ruth Benedict, antropologa statunitense (n. 1887)
- 17 settembre - Folke Bernadotte, politico, diplomatico e filantropo svedese (n. 1895)
- 17 settembre - Ferruccio Giannini, tenore italiano (n. 1868)
- 17 settembre - Ruggero Guerrieri, storico italiano (n. 1873)
- 17 settembre - Emil Ludwig, scrittore e giornalista tedesco (n. 1881)
- 17 settembre - Raffaele Carlo Rossi, cardinale e arcivescovo cattolico italiano (n. 1876)
- 19 settembre - Pantaleo Carabellese, filosofo italiano (n. 1877)
- 19 settembre - Carlo Patrignani, pittore italiano (n. 1869)
- 19 settembre - Domenico Rame, attore teatrale italiano (n. 1885)
- 19 settembre - Noah Reynolds, attore statunitense
- 20 settembre - Leo White, attore britannico (n. 1882)
- 20 settembre - Emma Zimmer, criminale di guerra tedesca (n. 1888)
- 21 settembre - José Felipe Abárzuza y Rodríguez de Arias, pittore spagnolo (n. 1871)
- 21 settembre - Stella LeSaint, attrice statunitense (n. 1881)
- 21 settembre - Çerkes Ethem, militare ottomano (n. 1886)
- 22 settembre - Adalberto di Prussia, nobile prussiano (n. 1884)
- 22 settembre - Luigi Montresor, politico e dirigente d'azienda italiano (n. 1862)
- 23 settembre - Ezio Anichini, illustratore italiano (n. 1886)
- 24 settembre - Stan Mauldin, giocatore di football americano statunitense (n. 1920)
- 24 settembre - Warren William, attore statunitense (n. 1894)
- 25 settembre - Antun Bonačić, calciatore jugoslavo (n. 1905)
- 25 settembre - George Davidson, velocista neozelandese (n. 1898)
- 25 settembre - Oskar von Niedermayer, generale, docente e agente segreto tedesco (n. 1885)
- 26 settembre - Attilio da Empoli, economista italiano (n. 1904)
- 26 settembre - Gregg Toland, direttore della fotografia e regista statunitense (n. 1904)
- 28 settembre - Luigi Gabba, astronomo italiano (n. 1872)
- 28 settembre - Hermann Pister, generale e criminale di guerra tedesco (n. 1885)
- 30 settembre - Thomas Armat, inventore statunitense (n. 1866)
- 30 settembre - Edith Roosevelt, first lady statunitense (n. 1861)

## Ottobre(53)
- 1º ottobre - Manopakorn Nititada, politico e avvocato thailandese (n. 1884)
- 2 ottobre - Carlo Canepa, politico italiano (n. 1877)
- 2 ottobre - Federico Sacco, geologo, paleontologo e micologo italiano (n. 1864)
- 4 ottobre - Georg Kulenkampff, violinista tedesco (n. 1898)
- 4 ottobre - John Miesel, ginnasta e multiplista statunitense (n. 1883)
- 5 ottobre - Umberto Coromaldi, pittore italiano (n. 1870)
- 6 ottobre - Hachirō Tagami, generale e criminale di guerra giapponese (n. 1891)
- 7 ottobre - Edgar Leonard, tennista statunitense (n. 1881)
- 8 ottobre - Piet Salomons, pallanuotista olandese (n. 1924)
- 9 ottobre - Anselmo Marabini, politico italiano (n. 1865)
- 9 ottobre - Joseph Wedderburn, matematico scozzese (n. 1882)
- 10 ottobre - Mary Eaton, attrice statunitense (n. 1901)
- 10 ottobre - Siegmund von Hausegger, compositore e direttore d'orchestra tedesco (n. 1872)
- 11 ottobre - André Bloch, matematico francese (n. 1893)
- 12 ottobre - Susan Sutherland Isaacs, psicoanalista e pedagogista britannica (n. 1885)
- 12 ottobre - Alfred Kerr, scrittore tedesco (n. 1867)
- 13 ottobre - Ulisse Caputo, pittore italiano (n. 1872)
- 13 ottobre - Samuel S. Hinds, attore statunitense (n. 1875)
- 14 ottobre - Dale Fuller, attrice statunitense (n. 1885)
- 14 ottobre - Maria di Meclemburgo-Strelitz, nobile tedesca (n. 1878)
- 14 ottobre - Amedeo Perna, odontoiatra e politico italiano (n. 1875)
- 14 ottobre - Ermete Zacconi, attore italiano (n. 1857)
- 15 ottobre - Edythe Chapman, attrice statunitense (n. 1863)
- 15 ottobre - Hermann Keimel, grafico e pittore tedesco (n. 1889)
- 16 ottobre - Friedrich Freiherr Kress von Kressenstein, generale tedesco (n. 1870)
- 16 ottobre - Bianca Scacciati, soprano italiano (n. 1894)
- 17 ottobre - Silvio Gambini, architetto italiano (n. 1877)
- 17 ottobre - Giuseppe Micheli, politico e notaio italiano (n. 1874)
- 18 ottobre - Karl Gustav Vollmöller, scrittore tedesco (n. 1878)
- 18 ottobre - Wolfgang Willrich, artista tedesco (n. 1897)
- 19 ottobre - Walther von Brauchitsch, generale tedesco (n. 1881)
- 19 ottobre - Gaetano Zoppi, generale e dirigente sportivo italiano (n. 1850)
- 20 ottobre - Stanley Garton, canottiere britannico (n. 1889)
- 20 ottobre - Bert Sas, militare e funzionario olandese (n. 1892)
- 20 ottobre - Peter Witt, politico statunitense (n. 1869)
- 21 ottobre - Aurelio Bossi, scultore italiano (n. 1884)
- 21 ottobre - Elissa Landi, attrice e scrittrice austriaca (n. 1904)
- 22 ottobre - Fritz Dietrich, militare tedesco (n. 1898)
- 22 ottobre - Paul von Sternbach, politico, nobile e militare austriaco (n. 1869)
- 22 ottobre - August Hlond, cardinale e arcivescovo cattolico polacco (n. 1881)
- 22 ottobre - Alexander Piorkowski, ufficiale tedesco (n. 1904)
- 23 ottobre - Giovanni Battista Marziali, avvocato, prefetto e militare italiano (n. 1895)
- 24 ottobre - Franz Lehár, compositore austriaco (n. 1870)
- 24 ottobre - Frederic L. Paxson, storico statunitense (n. 1877)
- 26 ottobre - Elsa Ehrich, militare tedesca (n. 1914)
- 26 ottobre - Josif Papamihali, presbitero albanese (n. 1912)
- 26 ottobre - Gino Rossini, politico e partigiano italiano (n. 1900)
- 27 ottobre - Romeo Bosetti, attore, regista e sceneggiatore italiano (n. 1879)
- 27 ottobre - Gustavo Botta, traduttore, poeta e critico letterario italiano (n. 1880)
- 27 ottobre - Charles-Gaston Levadé, compositore francese (n. 1869)
- 29 ottobre - Poul Hansen, lottatore danese (n. 1891)
- 29 ottobre - Wesley Mitchell, economista statunitense (n. 1874)
- 31 ottobre - Mary Nolan, attrice e ballerina statunitense (n. 1902)

## Novembre(60)
- 1º novembre - Elsie Dalyell, medico australiano (n. 1881)
- 1º novembre - Otto Rasch, militare, poliziotto e criminale di guerra tedesco (n. 1891)
- 4 novembre - Louis-Hippolyte Boileau, architetto francese (n. 1878)
- 4 novembre - Filippo Perlo, vescovo cattolico e missionario italiano (n. 1873)
- 4 novembre - Sanford Myron Zeller, micologo statunitense (n. 1885)
- 5 novembre - Kenean Buel, regista statunitense (n. 1880)
- 5 novembre - Giuseppe Cassoli, nobile e militare italiano (n. 1866)
- 5 novembre - James Cooley, attore statunitense (n. 1880)
- 5 novembre - Giuseppe Fanin, sindacalista italiano (n. 1924)
- 5 novembre - Guido Laj, giornalista e politico italiano (n. 1880)
- 5 novembre - George M. McCune, linguista e insegnante statunitense (n. 1908)
- 5 novembre - Sammy Mellor, maratoneta statunitense (n. 1880)
- 6 novembre - Bartolo Nigrisoli, chirurgo italiano (n. 1858)
- 6 novembre - Karl Schmidt-Hellerau, ebanista e imprenditore tedesco (n. 1873)
- 7 novembre - Nicolò Giacchi, generale e storico italiano (n. 1877)
- 7 novembre - David Leland, attore statunitense (n. 1932)
- 8 novembre - Pietro Ferdinando d'Asburgo-Lorena, nobile e militare austriaco (n. 1874)
- 9 novembre - Edgar Kennedy, attore e regista statunitense (n. 1890)
- 9 novembre - Giulio Valli, ammiraglio e politico italiano (n. 1875)
- 10 novembre - Julius Curtius, avvocato e politico tedesco (n. 1877)
- 10 novembre - Jack Nelson, attore, regista e sceneggiatore statunitense (n. 1882)
- 10 novembre - Heinrich Rondi, sollevatore, lottatore e tiratore di fune tedesco (n. 1877)
- 11 novembre - Fred Niblo, regista e attore statunitense (n. 1874)
- 11 novembre - Leopoldo Pantieri, partigiano italiano (n. 1911)
- 11 novembre - Renato Piola Caselli, generale italiano (n. 1866)
- 12 novembre - Umberto Giordano, compositore italiano (n. 1867)
- 12 novembre - Ettore Mambretti, generale italiano (n. 1859)
- 13 novembre - Aleksandr Vasil'evič Višnevskij, chirurgo sovietico (n. 1874)
- 15 novembre - David Kneeland, maratoneta statunitense (n. 1881)
- 18 novembre - Frédéric Lazard, scacchista e compositore di scacchi francese (n. 1883)
- 18 novembre - Geza Šifliš, calciatore jugoslavo (n. 1907)
- 19 novembre - Mannes Francken, calciatore olandese (n. 1888)
- 19 novembre - Charles Jarvis, militare britannico (n. 1881)
- 19 novembre - Roberto Omegna, regista, sceneggiatore e direttore della fotografia italiano (n. 1876)
- 19 novembre - Gerolamo Radice, calciatore, pilota automobilistico e dirigente sportivo italiano (n. 1883)
- 19 novembre - Mino Somenzi, giornalista italiano (n. 1899)
- 21 novembre - Edward Cadbury, imprenditore e filantropo britannico (n. 1873)
- 21 novembre - Béla Miklós, generale e politico ungherese (n. 1890)
- 21 novembre - Edmund Stirling, fotografo statunitense (n. 1861)
- 22 novembre - A. E. W. Mason, scrittore e politico britannico (n. 1865)
- 22 novembre - Fakhreddin Pascià, ufficiale e diplomatico ottomano (n. 1868)
- 23 novembre - Joseph Paul Alizard, pittore francese (n. 1867)
- 23 novembre - Üzeyir Hacıbəyov, compositore, direttore d'orchestra e musicologo azero (n. 1885)
- 23 novembre - Stanner E.V. Taylor, sceneggiatore e regista statunitense (n. 1877)
- 23 novembre - Hack Wilson, giocatore di baseball statunitense (n. 1900)
- 24 novembre - Anna Jarvis, statunitense (n. 1864)
- 25 novembre - Gösta Magnusson, sollevatore svedese (n. 1915)
- 25 novembre - Kanbun Uechi, maestro di karate giapponese (n. 1877)
- 26 novembre - Paul Hildebrandt, docente, filologo classico e politico tedesco (n. 1870)
- 26 novembre - Hans Möser, militare tedesco (n. 1906)
- 27 novembre - Jack Delaney, pugile canadese (n. 1900)
- 27 novembre - George Elliott, calciatore inglese (n. 1889)
- 27 novembre - Luca Orsini Baroni, diplomatico e politico italiano (n. 1871)
- 27 novembre - Kurt Schupke, militare tedesco (n. 1898)
- 28 novembre - Emilio Albertario, giurista e storico italiano (n. 1885)
- 28 novembre - George Horine, altista statunitense (n. 1890)
- 28 novembre - Dominique Marie Hồ Ngọc Cẩn, vescovo cattolico vietnamita (n. 1876)
- 29 novembre - Frank J. Coleman, attore statunitense (n. 1888)
- 29 novembre - Fred Warburton, allenatore di calcio e calciatore inglese (n. 1880)
- 30 novembre - Franco Vittadini, compositore e direttore d'orchestra italiano (n. 1884)

## Dicembre(63)
- 1º dicembre - Francis Gruber, pittore francese (n. 1912)
- 1º dicembre - Henri Hazebrouck, canottiere francese (n. 1877)
- 1º dicembre - Ray McCarey, regista e sceneggiatore statunitense (n. 1904)
- 1º dicembre - Camillo Montalcini, funzionario italiano (n. 1862)
- 2 dicembre - Germaine Pichot, modella e danzatrice francese (n. 1880)
- 2 dicembre - Joost Schmidt, tipografo e pittore tedesco (n. 1893)
- 3 dicembre - Jan Hendrik Hofmeyr, politico sudafricano (n. 1894)
- 3 dicembre - Marcello Minale, medico, funzionario e politico italiano (n. 1876)
- 3 dicembre - Sam Shockley, criminale statunitense (n. 1909)
- 3 dicembre - Miran Edgar Thompson, criminale statunitense (n. 1917)
- 4 dicembre - Frank Albert Benford, fisico e ingegnere statunitense (n. 1883)
- 5 dicembre - Kerry Mills, compositore statunitense (n. 1869)
- 7 dicembre - William Cadman, tipografo e missionario britannico (n. 1883)
- 7 dicembre - Joannes Henri François, scrittore e attivista olandese (n. 1884)
- 7 dicembre - Giuseppe Malattia della Vallata, poeta, scrittore e saggista italiano (n. 1875)
- 7 dicembre - Stephen Reid, pittore e illustratore britannico (n. 1873)
- 9 dicembre - Theodore Christianson, politico statunitense (n. 1883)
- 9 dicembre - Elemír Halász-Hradil, pittore slovacco (n. 1873)
- 10 dicembre - Francesco Bartolomeo DeLeone, compositore statunitense (n. 1887)
- 10 dicembre - Na Hye-sok, pittrice, scrittrice e poetessa coreana (n. 1896)
- 11 dicembre - Louis Barillet, artista francese (n. 1880)
- 12 dicembre - Lucy Cotton, attrice statunitense (n. 1895)
- 13 dicembre - Louis Rapkine, biologo francese (n. 1904)
- 13 dicembre - Carlo Vecchiarelli, generale italiano (n. 1884)
- 14 dicembre - Cândido Firmino de Mello-Leitão, aracnologo e zoologo brasiliano (n. 1886)
- 14 dicembre - Bill Peacock, pallanuotista britannico (n. 1891)
- 14 dicembre - Georg Waitz, calciatore norvegese (n. 1891)
- 15 dicembre - João Tamagnini Barbosa, politico portoghese (n. 1883)
- 17 dicembre - Santorre Debenedetti, filologo e critico letterario italiano (n. 1878)
- 17 dicembre - Ercole Quadrelli, scrittore, esoterista e traduttore italiano (n. 1879)
- 18 dicembre - Charles Bennett, mezzofondista e siepista britannico (n. 1871)
- 19 dicembre - Joseph Friedrich Nicolaus Bornmüller, botanico tedesco (n. 1862)
- 19 dicembre - Giordano Bruno Granzarolo, militare e aviatore italiano (n. 1894)
- 19 dicembre - Edgardo Simone, scultore e scenografo italiano (n. 1890)
- 20 dicembre - Julie Lampe, attrice norvegese (n. 1870)
- 20 dicembre - C. Aubrey Smith, attore e crickettista britannico (n. 1863)
- 22 dicembre - Mario Broglio, scrittore, pittore e scultore italiano (n. 1891)
- 22 dicembre - Giuseppe Canepa, avvocato e politico italiano (n. 1865)
- 22 dicembre - Karel Kmetko, arcivescovo cattolico slovacco (n. 1875)
- 23 dicembre - Kenji Doihara, generale giapponese (n. 1883)
- 23 dicembre - Kōki Hirota, politico e diplomatico giapponese (n. 1878)
- 23 dicembre - Seishiro Itagaki, generale e politico giapponese (n. 1885)
- 23 dicembre - Iwane Matsui, generale giapponese (n. 1878)
- 23 dicembre - Hideki Tōjō, generale e politico giapponese (n. 1884)
- 24 dicembre - Alfredo Gabrielli, generale italiano (n. 1862)
- 25 dicembre - Carl Abrahamsson, hockeista su ghiaccio svedese (n. 1896)
- 25 dicembre - Pompeu Fabra, linguista spagnolo (n. 1868)
- 25 dicembre - Pietro Parenti, pittore, scultore e letterato italiano (n. 1875)
- 25 dicembre - Gennaro Villani, pittore italiano (n. 1885)
- 26 dicembre - Kristofer Sinding-Larsen, pittore, disegnatore e grafico norvegese (n. 1873)
- 26 dicembre - Luella Varney Serrao, scultrice statunitense (n. 1863)
- 27 dicembre - Arrigo Serato, violinista italiano (n. 1877)
- 27 dicembre - Marie Steiner, esoterista e teosofa tedesca (n. 1867)
- 28 dicembre - Bianca Bruno, bibliotecaria e funzionaria italiana (n. 1880)
- 28 dicembre - Mahmud al-Nuqrashi, politico egiziano (n. 1888)
- 29 dicembre - Guido De Ruggiero, storico della filosofia, politologo e politico italiano (n. 1888)
- 29 dicembre - Michele Romano, avvocato e politico italiano (n. 1871)
- 30 dicembre - George Ault, pittore statunitense (n. 1891)
- 30 dicembre - Nándor Dáni, mezzofondista ungherese (n. 1871)
- 30 dicembre - Giuseppe Scalarini, disegnatore italiano (n. 1873)
- 31 dicembre - Malcolm Campbell, pilota automobilistico britannico (n. 1885)
- 31 dicembre - John Chapman, calciatore e allenatore di calcio scozzese (n. 1882)
- 31 dicembre - Merrill De Maris, fumettista statunitense (n. 1898)

## Senza giorno specificato(66)
- Hans Aichele, bobbista svizzero (n. 1911)
- Venceslao Amici, ingegnere e politico italiano (n. 1869)
- Jean-Baptiste-Arthur Angrignon, politico canadese (n. 1875)
- Gerhard Anschütz, giurista tedesco (n. 1867)
- Aris Bacci, disegnatore e pubblicitario italiano (n. 1894)
- Gino Benigni, architetto italiano (n. 1889)
- Inocencio Bertolín Izquierdo, calciatore spagnolo (n. 1911)
- Silvio Bicchi, pittore italiano (n. 1874)
- Renato Bossi, tennista e attore italiano (n. 1907)
- Tullio Cariolato, politico, dirigente sportivo e pilota automobilistico italiano (n. 1878)
- Achille Casanova, pittore, decoratore e ceramista italiano (n. 1861)
- Carlo Cerati, scultore italiano (n. 1865)
- Alberto Cerioni, calciatore argentino (n. 1919)
- Cesare Cervetti, pioniere dell'aviazione italiano (n. 1883)
- Wilhelm Credner, geografo tedesco (n. 1892)
- Francis Davies, generale britannico (n. 1864)
- Pio De Flaviis, commediografo e critico teatrale italiano (n. 1887)
- Torcuato Di Tella, imprenditore, antifascista e filantropo italiano (n. 1892)
- Napoleone Giovanni Fiumi, pittore italiano (n. 1898)
- André Fontainas, scrittore belga (n. 1865)
- Antonino Foschini, scrittore italiano (n. 1898)
- Immanuel Friedlaender, geologo tedesco (n. 1871)
- Franz Grainer, fotografo tedesco (n. 1871)
- Watari Handa, aviatore e militare giapponese (n. 1911)
- Henry Harris Brown, pittore inglese (n. 1864)
- George Francis Hill, bibliotecario e numismatico britannico (n. 1867)
- Ernst Jordan, calciatore tedesco (n. 1883)
- August Köhler, fisico tedesco (n. 1866)
- Johan Lefstad, pattinatore artistico su ghiaccio norvegese (n. 1870)
- Giovanni Lentini il Giovane, pittore italiano (n. 1882)
- Eqrem Libohova, politico albanese (n. 1882)
- Gustav Lund, attore e regista danese (n. 1853)
- Ma Biao, generale cinese (n. 1885)
- Torello Macchia, ingegnere e architetto italiano (n. 1864)
- Francesco Mancini Ardizzone, pittore italiano (n. 1863)
- Otto Marburg, neurologo austriaco (n. 1874)
- Fabio Mauroner, scrittore e incisore italiano (n. 1884)
- Walther Mayer, matematico austriaco (n. 1887)
- James McGraw, editore statunitense (n. 1860)
- Max Melamerson, imprenditore e ceramista tedesco (n. 1881)
- Solomon Michajlovič Michoėls, attore russo (n. 1890)
- Ritsuta Noda, politico e sindacalista giapponese (n. 1891)
- Lev Pavlovič Ochotin, politico russo (n. 1911)
- Tal Ordell, attore, scrittore e regista australiano (n. 1880)
- Camillo Pace, pastore protestante italiano (n. 1862)
- Aleksandr Petrovič Panteleev, regista cinematografico russo (n. 1874)
- Enrico Zanoni, architetto italiano (n. 1868)
- Alberto Pelloux, mineralogista italiano (n. 1868)
- Luigi Petrassi, pittore italiano (n. 1868)
- Giovanni Battista Pirolini, politico, giornalista e pubblicista italiano (n. 1864)
- Gustavo Pisani, pittore e illustratore italiano (n. 1877)
- Enrico Pitassi Mannella, generale italiano (n. 1882)
- Pietro Rabbia, ceramista italiano (n. 1877)
- Giuseppe Riva, pittore italiano (n. 1861)
- Enrico Paolo Salem, banchiere e politico italiano (n. 1884)
- Marion Spielmann, critico d'arte britannico (n. 1858)
- Józef Świeżyński, politico polacco (n. 1868)
- Edward Allen Sydenham, religioso e numismatico britannico (n. 1873)
- Edoardo Tani, pittore e museologo italiano (n. 1880)
- Bartomeu Terradas, calciatore spagnolo (n. 1874)
- Aikya Keralam Thampuran, principe indiano (n. 1870)
- Sándor Tölgyesi, tiratore a segno ungherese (n. 1907)
- Andrej Uršič, editore, giornalista e politico sloveno (n. 1908)
- August Weberbauer, botanico e naturalista tedesco (n. 1871)
- Karel Wälzer, hockeista su ghiaccio cecoslovacco (n. 1888)
- Ruhije Zogu, principessa albanese (n. 1906)